# Понте-де-Вагуш
Ока (порт. Ouca; МФА: [ˈo.kɐ]) — парафія в Португалії, у муніципалітеті Вагуш. Розташована в західній частині країни, на теренах історичної португальської провінції Бейра. Входить до складу округу Авейру. За адміністративним поділом, чинним до 1976 року, терени парафії були складовою провінції Берегова Бейра. Належить до Авейрівської діоцезії Католицької церкви. Патрон — Мартин Турський. Площа — 16,2719 км². Населення — 1805 ос. (2011). Слабо урбанізований регіон. Густота населення — 110,93 осіб/км²
. Код — 011805.

## Населення
| 1970  | 1981  | 1991  | 2001  | 2011  |
| 1 277 | 1 180 | 1 467 | 1 706 | 1 790 |